# 黒い瞳
「黒い瞳」（くろいひとみ、ロシア語: Очи чёрные、オーチ・チョールヌィエ）は、19世紀に生まれたロシアの歌である。

## 概説
タイトルの「黒い瞳」という言葉はここではロマ（ジプシー）の女性の煽情的な魅力の象徴として用いられており、その魅力に取り憑かれた男性の苦悩と激情がこの歌の主題である。旋律もロマの音楽に特徴的なハンガリー音階に基づいており、ロシアのジプシー歌謡を代表する曲として親しまれている。しかし後述のように民族的な出自からいえば、実際にはウクライナ人とドイツ生まれのロシア人の手になる作品である。

## 歴史
「黒い瞳」は初め1843年1月17日に「Литературная газета」（文学新聞）に詩として発表された。作者はウクライナの作家、詩人のイェウヘーン・フレビーンカ（ウクライナ語: Євге́н Гребі́нка、ロシア語: Евге́ний Гребёнка、エヴゲニー・グレビョンカ）である。フレビーンカはポルタヴァ州の貴族の出身であり、古典的なジプシー歌謡の作者の多くがそうであるように、教養のある人物である。フレビーンカによる初稿は、区切りのようなものも設けられていない実質3連程度の作品で、わずかにロマンティシズムの香りが漂うだけの簡素なものだった。
この詩が最初に歌曲として発表されたのは、1884年3月7日のことだった。これはフレビーンカの詩をС. ゲルデリがフローリアン・ヘルマン作曲のワルツ「Hommage」（オマージュ）にあてはめたものである。ヘルマンはロシア化したドイツ人であり、この有名なロシアのジプシー歌謡は実際には、ウクライナ人とドイツ生まれのロシア人によって作られたことになる。
この歌を世界的に有名にしたのは、バス歌手のフョードル・シャリアピンである。シャリアピンはこの歌に自ら詩を書き足してレパートリーに加え、革命後の1922年に出国して事実上の亡命者となってからは世界各地の公演で披露した。これによって、「黒い瞳」は世界で最も有名なロシアの歌の一つとなった。

## 歌詞

### フレビーンカによる初稿

#### 原文
Очи черные, очи страстные

Очи жгучие и прекрасные

Как люблю я вас, как боюсь я вас

Знать, увидел вас я в недобрый час

Ох, недаром вы глубины темней!

Вижу траур в вас по душе моей,

Вижу пламя в вас я победное:

Сожжено на нем сердце бедное.

Но не грустен я, не печален я,

Утешительна мне судьба моя:

Всё, что лучшего в жизни бог дал нам,

В жертву отдал я огневым глазам!

#### 日本語訳（大意）
黒い瞳、情熱的な瞳

燃えるような、そして美しい瞳

何と私はお前を愛していることか、何とお前を恐れていることか

きっと私は悪い時にお前と出逢ってしまったのだ

おお、深淵よりもなお暗いのにはわけがある

それは私の魂への喪服なのだ

それは私の哀れな心を焼き尽くす

勝利の炎なのだ

だが私は悲しくはないし、みじめでもない

この運命は私には慰めなのだ

神が与えたもうた全てのよきものは

その燃えるような瞳に生け贄としてくれてやった

### シャリャーピンによる補作

#### 原文
Очи черные, очи жгучие,

Очи страстные и прекрасные!

Как люблю я вас! Как боюсь я вас!

Знать, увидел вас я не в добрый час!

Очи черные, жгуче пламенны!

И манят они в страны дальние,

Где царит любовь, где царит покой,

Где страданья нет, где вражде запрет!

Не встречал бы вас, не страдал бы так,

Я прожил бы жизнь улыбаючись.

Вы сгубили меня, очи черные,

Унесли навек мое счастие.

Очи черные, очи жгучие,

Очи страстные и прекрасные.

Вы сгубили меня, очи страстные,

Унесли навек мое счастие…

Очи черные, очи жгучие,

Очи страстные и прекрасные!

Как люблю я вас! Как боюсь я вас!

Знать, увидел вас я не в добрый час!

#### 日本語訳（大意）
黒い瞳、燃えるような瞳

情熱的な、そして美しい瞳

何と私はお前を愛していることか、何とお前を恐れていることか

きっと私は悪い時にお前と出逢ってしまったのだ

黒い瞳、焼けつくように燃え盛っている

それは遠い異国へといざなっている

愛の統べるところ、安らぎの統べるところ

苦しみはなく、憎しみの禁じられるところへと

お前と出逢っていなければこんなに苦しむこともなかったろうに

微笑みながら人生を過ごせただろうに

黒い瞳よ、お前は私を破滅させた

私の幸せを永遠に奪い去ったのだ

黒い瞳、燃えるような瞳

情熱的な、そして美しい瞳

情熱の瞳よ、お前は私を破滅させた

私の幸せを永遠に奪い去ったのだ…

黒い瞳、燃えるような瞳

情熱的な、そして美しい瞳

何と私はお前を愛していることか、何とお前を恐れていることか

きっと私は悪い時にお前と出逢ってしまったのだ